# Medetera norlingi
Medetera norlingi är en tvåvingeart som beskrevs av Grichanov 1997. Medetera norlingi ingår i släktet Medetera och familjen styltflugor. Inga underarter finns listade i Catalogue of Life.